# شعار أبخازيا
تم اعتماد شعار أبخازيا في 23 يوليو 1992. 

يتكون الشعار من ترس منقسم عمودياً إلى نصفين (من اليمين): أخضر وأبيض، وشعارات وإطار ذو لون ذهبي وهي:
- نجمة ثمانية الأطراف في القاعدة ونجمتان ثمانية الأطراف أصغر حجماً في أعلى النصفين الأخضر والأبيض.
- في وسط الترس، فارس على صهوة حصان طائر يسمى «آرش» ويطلق الفارس سهماً نحو النجوم وهو مشهد من الملحمة البطولية «نارتز».

يمثل اللون الأخضر «الشباب والحياة», واللون الأبيض «الروحانية» والنجوم «الشمس وكذلك الاتحاد بين الشرق والغرب».